# Ella Halvarsson
Ella Halvarsson, née le 22 octobre 1999 à Borlänge, est une biathlète suédoise, vice championne du monde de l'individuel en 2025.

## Carrière
Ella Halvarsson fait ses débuts sur la scène internationale lors des championnats du monde jeunes en 2018 à Otepaa (Estonie), où elle obtient une médaille d'or avec le relais suédois. Présente aux mondiaux juniors en 2020 et 2021, sans grands résultats, elle fait ensuite carrière en IBU Cup. En fin de saison 2022-2023, elle est appelée pour participer aux deux dernières étapes de la Coupe du monde mais dispute seulement deux épreuves. Elle parvient tout de même à marquer ses premiers points. Elle termine l'hiver suivant (2023-2024) à la dixième place du classement général de l'IBU Cup, faisant preuve de plus de régularité au cours de la saison mais ne montant qu'une seule fois sur le podium (troisième de la poursuite à Idre Fjäll).
Ella Halvarsson fait partie des Suédoises sélectionnées pour débuter la saison de Coupe du monde de biathlon 2024-2025 à Kontiolahti. Le 30 novembre, elle a l'honneur de disputer le relais mixte simple d'ouverture, associée à Sebastian Samuelsson. Le duo suédois s'impose, Halvarsson contribuant remarquablement à cette victoire avec une bonne vélocité  et seulement trois pioches au tir. Quatre jours plus tard, elle confirme en se classant deuxième de l'individuel court, malgré une pénalité au tir, derrière Lou Jeanmonnot. Elle signe ainsi son premier podium individuel en Coupe du monde après seulement trois courses à ce niveau.
Aux Championnats du monde de biathlon 2025, elle décroche la médaille d'argent de l'individuel derrière Julia Simon (médaille d'or) et devant Lou Jeanmonnot (médaille de bronze).

## Palmarès

### Championnats du monde
| Édition \ Épreuve | Individuel               | Sprint | Poursuite | Mass start | Relais                    | Relais mixte | Relais mixte simple |
| ----------------- | ------------------------ | ------ | --------- | ---------- | ------------------------- | ------------ | ------------------- |
| Lenzerheide 2025  | Médaille d'argent, monde | 9e     | 9e        | 17e        | Médaille de bronze, monde | —            | 5e                  |

Légende :
- : deuxième place, médaille d'argent
- — : non disputée par Ella Halvarsson

### Coupe du monde
- Meilleur classement général : 18e en 2025.
- 6 podiums[5] :
  - 2 podiums individuels : 2 deuxièmes places.
  - 3 podiums en relais : 1 victoire et 2 troisièmes places.
  - 1 podium en relais simple mixte : 1 victoire.

 Dernière mise à jour le 23 mars 2025 

#### Résultats détaillés en Coupe du monde
| 2022-2023 |       |        |        |        |       |        |        |        |        |        |       |        |        |        | .     | .     | .     | .  |        |    |        |        |        |         |    | 81e |  |
| 2022-2023 | IN    | SP     | PU     | SP     | PU    | SP     | PU     | MS     | SP     | PU     | IN    | MS     | SP     | PU     | SP    | PU    | IN    | MS | SP     | PU | IN 33e | MS     | SP 58e | PU Ann. | MS | 81e |  |
|           |       |        |        |        |       |        |        |        |        |        |       |        |        |        |       |       |       |    |        |    |        |        |        |         |    |     |  |
| 2024-2025 |       |        |        |        |       |        |        |        |        |        |       |        |        |        | .     | .     | .     | .  |        |    |        |        |        |         |    | 18e |  |
| 2024-2025 | SI 2e | SP 24e | MS 19e | SP 16e | PU 4e | SP 28e | PU 24e | MS 15e | SP 60e | PU 53e | IN 9e | MS 22e | SP 18e | PU 15e | SP 9e | PU 9e | IN 2e | MS | SP 76e | PU | SI 50e | MS 23e | SP     | PU      | MS | 18e |  |

#### Podium en relais en Coupe du monde
| Podiums en relais en Coupe du monde | Podiums en relais en Coupe du monde | Podiums en relais en Coupe du monde | Podiums en relais en Coupe du monde | Podiums en relais en Coupe du monde | Podiums en relais en Coupe du monde | Podiums en relais en Coupe du monde | Podiums en relais en Coupe du monde | Podiums en relais en Coupe du monde | Podiums en relais en Coupe du monde | Podiums en relais en Coupe du monde |
| n°                                  | Saison                              | Date                                | Lieu                                | Épreuve                             | Résultat                            | Composition                         | Composition                         | Composition                         | Composition                         | Compétition                         |
| ----------------------------------- | ----------------------------------- | ----------------------------------- | ----------------------------------- | ----------------------------------- | ----------------------------------- | ----------------------------------- | ----------------------------------- | ----------------------------------- | ----------------------------------- | ----------------------------------- |
| 1                                   | 2024-2025                           | 30-11-2024                          | Kontiolahti                         | Relais mixte simple                 | Médaille d'or                       | Ella Halvarsson                     | Sebastian Samuelsson                | Ella Halvarsson                     | Sebastian Samuelsson                | Coupe du monde                      |
| 2                                   | 2024-2025                           | 15-12-2024                          | Hochfilzen                          | Relais                              | Médaille de bronze                  | Anna Magnusson                      | Anna-Karin Heijdenberg              | Ella Halvarsson                     | Elvira Öberg                        | Coupe du monde                      |
| 3                                   | 2024-2025                           | 26-01-2025                          | Antholz - Anterselva                | Relais                              | Médaille d'or                       | Johanna Skottheim                   | Ella Halvarsson                     | Anna Magnusson                      | Hanna Öberg                         | Coupe du monde                      |